# Deuxième Circonscription de Dire Dawa
La deuxième circonscription de Dire Dawa est l'une des deux circonscriptions législatives de la ville-région de Dire Dawa. Son représentant actuel[Quand ?] est Mehamed Yusuf Umer Abdi.